# MXY-7櫻花特別攻擊機

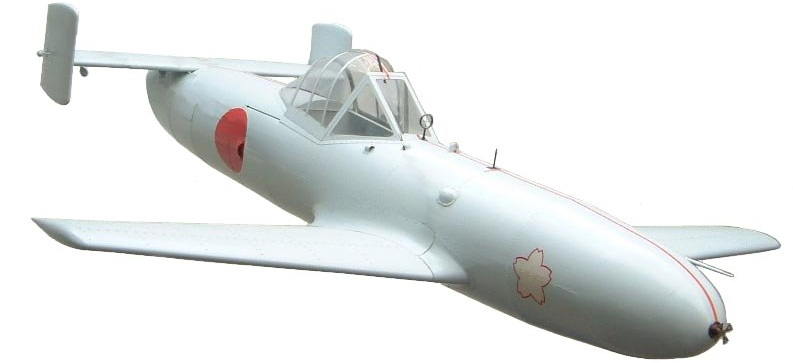
靖國神社的櫻花飛彈模型

MXY-7 櫻花（日语：桜花），日本第一海軍航空技術廠專為神風特攻隊而設計的特別攻擊機。實質上這是一種由人操縱進行自殺攻擊的空對地飛彈。目的和效能相當於今日的反艦飛彈與巡弋飛彈。

## 設計
最初的11型，是唯一參與過實戰的型號，前半部是一枚1.2吨的強力TNT彈頭，機身為木制结构，尾端有火箭发动机。該彈頭與整個飛機連為一體，除此之外，該飛機沒有其他武器。中間部份是狹小的駕駛艙，里面坐著一名的神風特攻隊飛行員。駕駛艙後是火箭推進器，能高速飛行，最高平飞速度可達每小時630公里，而向下俯衝時更加可以達到每小時1,040公里，就理论上没有炮火能阻止它，但航程很短，僅为36公里。櫻花型飛機沒有起落架，因此根本无法降落。 
櫻花飛彈之所以是針對自殺式任務而設計的飛機，是由於櫻花飛彈內的戰鬥部是與彈體連為一體，不能分離出來，所以要炸毀目標，櫻花飛彈本身必須与目标同歸於盡。櫻花飛彈的艙門從裡面不能打開，飛行員無法逃生，加上櫻花飛彈沒有起落架，所以即使有任何原因要放棄進攻，例如在未到達目標前或目標已被其他戰友摧毀，飛行員也無法將它駛回基地降落在跑道上。

## 使用方法
日軍使用一些體型大、航程遠的轟炸機，例如三菱的一式陸上攻擊機作為母機，在它上面裝配櫻花飛彈。由於櫻花型11型航程僅为36公里，並不能作長途飛行，母機的作用便是負責將櫻花型飛機送到離目標大约36公里的上空，並由母機進行投放，櫻花飛彈的飛行員啟動固態火箭引擎，撞向目標。在理論上，由於櫻花型飛機能高速飛行，在飛行員的操控下，它相當於一顆精确導引炸彈，加上它配備威力強大的彈頭，如果命中目標，破壞效果将會是惊人的。另外，一般人認為櫻花型飛機這個不設起落架的設計，能避免飛行員抱著一絲幸存的心理，從而增加飛行員的勇氣，達到更佳的攻擊效果。
母機在放出櫻花型飛機後，不會參與自殺式攻擊，而是返回基地裝上另外一枚櫻花飛彈。
由於沒有起落架，櫻花飛彈需要放在一個裝有輪子的架子上，才能在跑道上移動。當櫻花型飛機被裝上母機後，這架子可重複使用。

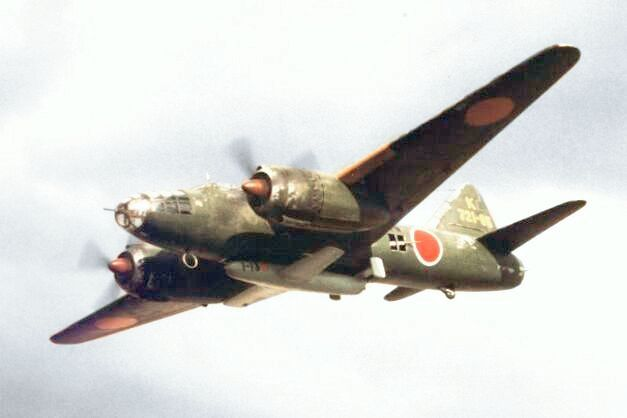
一架搭載櫻花飛彈的三菱一式陸上攻擊機

## 型號
唯一曾經出戰過的櫻花型飛機屬於最初的11型。基本上，一架櫻花型飛機是由一個1.2公噸（2,646磅）重的彈頭，和木製機翼所組成，動力由一具四式一號十二型固態火箭引擎提供。11型能實現高速飛行，但航程十分有限，這在實際使用時相當受限；因為它需要由一架負載極重並緩慢的母機，帶領至離目標36公里的距離才能發射，使得它極難躲避敵方戰機的攻擊。另外，中島飛機製造廠生產了一架11型的變種機，該機以薄鋼板製的機翼取代木製機翼，並命名為21型。

日軍装备櫻花飛机時，第二次世界大戰已步入後期，因此以下的改良型號，都没来得及出战就进入了博物馆。

櫻花型飛機22型的設計，主要是針對11型航程太短的弱點而作出改進，引擎方面改用“津-11”型熱噴射引擎。引擎測試成功後，第一海軍航空技術廠生產了50架能配備這種引擎的櫻花22型。22型能夠從更靈敏、更高速的P1Y3型銀河轟炸機發射，不過機翼面積需要改小，彈頭的重量也需要減輕一半，至1,320磅（600kg）。沒有任何一架曾參與過實戰，而據说有關方面只製造了三台測試用于測試的“津-11”引擎。

33型是22型的加長版，以一台石川島播磨重工業生產的Ne-20型渦噴引擎为动力，配上1,764磅（800kg）重的彈頭。母機為G8N連山四发重型轟炸機。基於連山轟炸機開發的一再延遲，33型的生產被迫取消。

其它沒有生產過的計劃型號包括能從潛水艇發射的43A型，以及借助火箭輔助推動，能使用導彈彈射器發射，並裝上摺疊式機翼，能藏在洞穴中的43B型。另外亦有兩款為這兩款型號而設計的訓練機在研裝中，就是雙人版的K-1和K-1改，前者是滑翔機，後者則裝配了一個單獨的火箭引擎。原本彈頭的位置更改為供飛行學員乘坐的駕駛艙。

最後的53型同樣使用Ne-20型渦噴引擎，如滑翔機般由母機拖曳，至目標上空時方由母機釋放。

已服役型號

空技廠／橫須賀 MXY-7 「櫻花」 11型 火箭引擎驅動自殺式攻擊機；大約製造了800架。

未服役型號

空技廠／橫須賀 「櫻花」 21型 與11型同樣使用火箭引擎（鋼製機翼）；製造了1架。

空技廠／橫須賀 「櫻花」 22型 改裝熱噴射引擎；製造了50架。

空技廠／橫須賀 「櫻花」 33型 使用與橘花攻擊機相同的Ne-20渦噴引擎；由連山轟炸機運載。

空技廠／橫須賀 「櫻花」 43A 使用與橘花攻擊機相同的Ne-20渦噴引擎；由潛水艇發射。

空技廠／橫須賀 「櫻花」 43B 使用與橘花攻擊機相同的Ne-20渦噴引擎；由陸基彈設器發射。

空技廠／橫須賀 「櫻花」 53型 渦噴引擎驅動自殺式攻擊機；如滑翔機般由母機拖曳。

教練機

空技廠／橫須賀 「櫻花」 K-1型 自殺式攻擊機教練機

空技廠／橫須賀 「櫻花」 K-1改型 自殺式攻擊機教練機

## 現存的櫻花

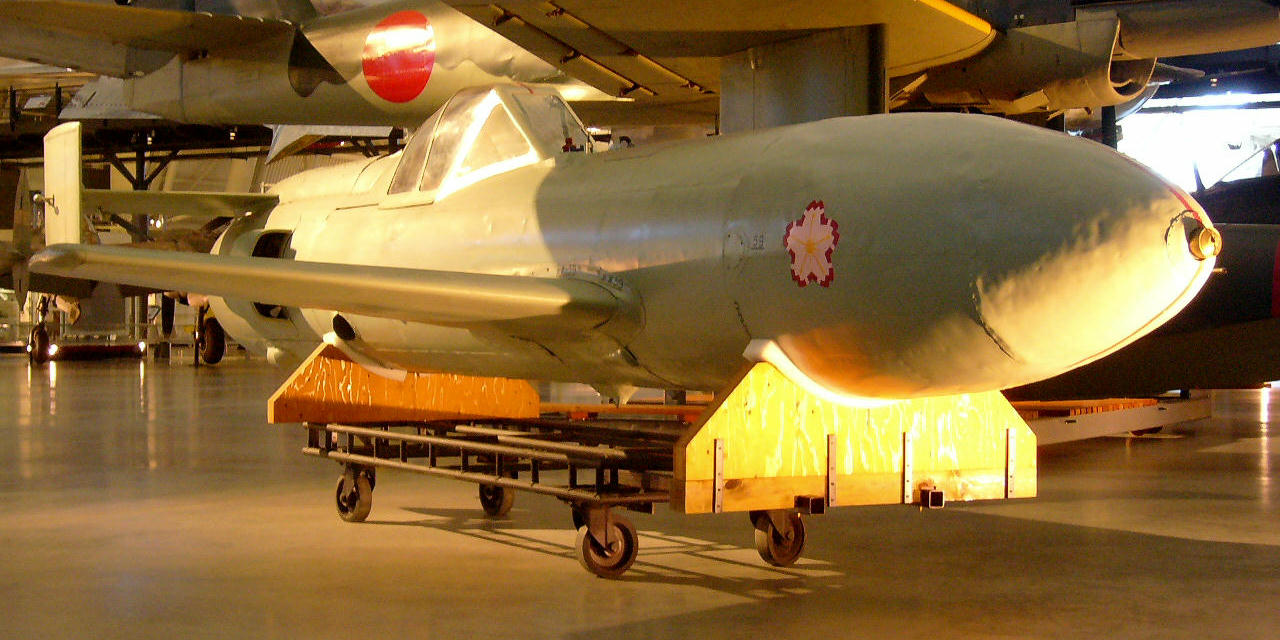
陳列於华盛顿特区美国國家航空航天博物館的櫻花22型

日軍一共生產了850架櫻花，其中大部份為11型。現存於世的櫻花被陳列於不同國家的以下各個博物館：

### 櫻花11型
- 英国倫敦英國皇家空軍博物館。
- 英国亞維爾頓英國海軍航空博物館
- 英国曼徹斯特工業科學博物館

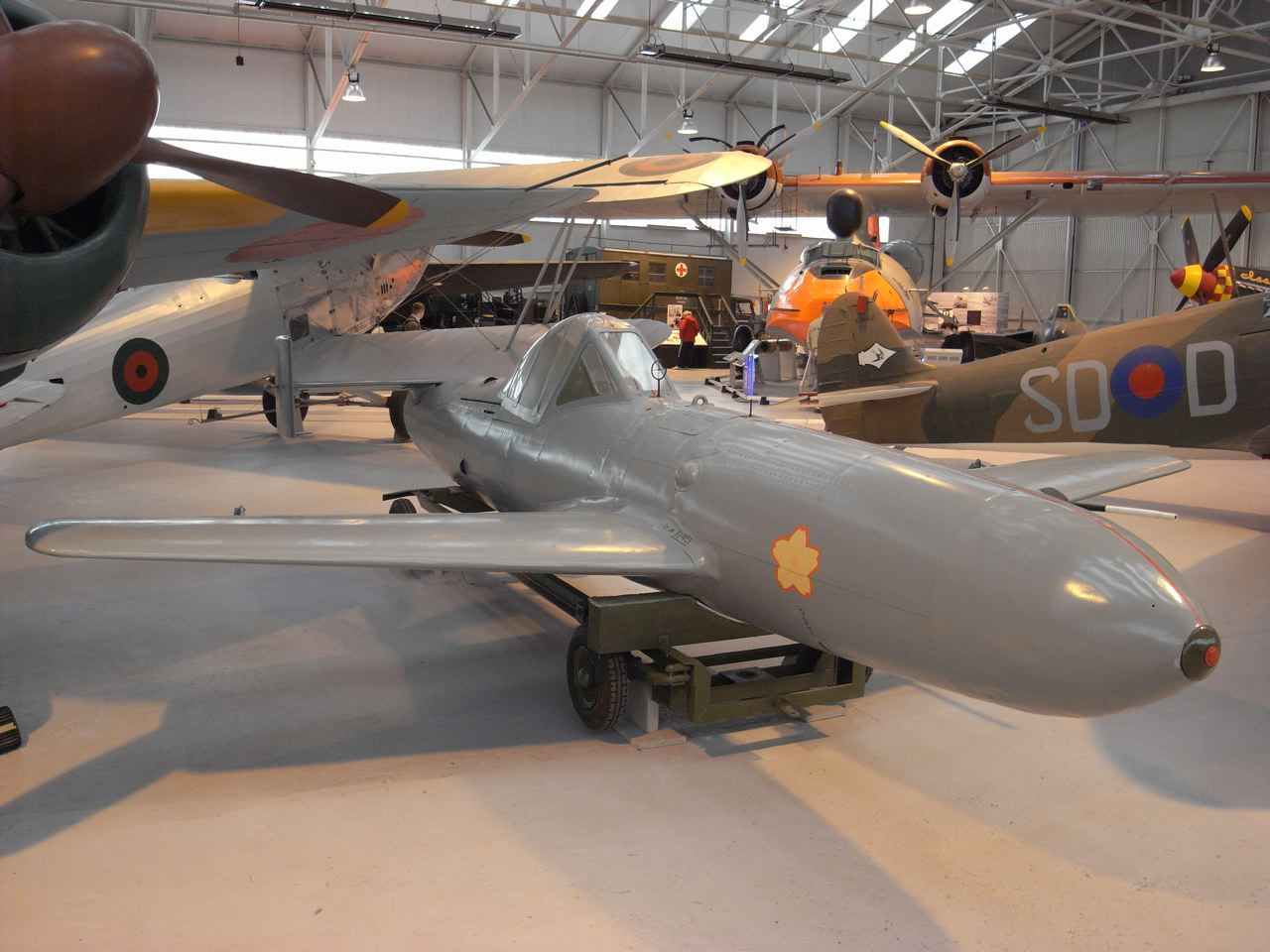
英國皇家空軍博物館展示的櫻花

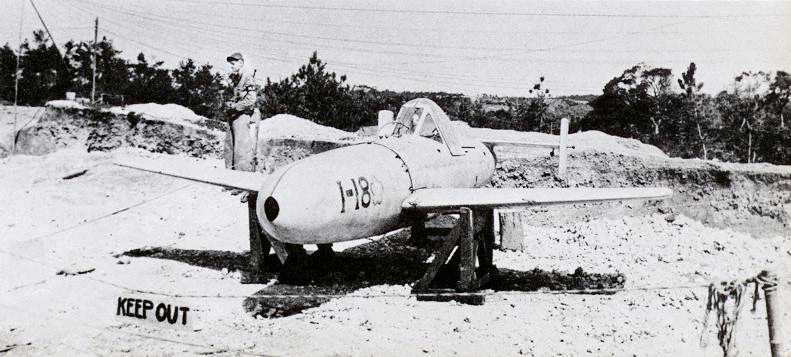
於琉球讀谷機場繳獲的I-18號櫻花11型

- Defence Explosives Ordinance School，肯特
- 印度新德里印度航空博物館
- 日本狹山市航空自衛隊入間基地
- 日本東京靖國神社內有複製品
- 日本鹿島市的櫻花公園內有複製品
- 美国維吉尼亞海軍陸戰隊航空博物館
- 美国亞利桑那名機博物館。編號為I-18

### 櫻花22型
- 美国華府美国国家航空航天博物馆（於1993年修復）

### 樱花43型
- 櫻花43甲型（已改造成11型）— 俄亥俄州達頓市 美國空軍博物館
- 櫻花43甲型 — 华盛顿特区海軍紀念博物館
- 櫻花43型教練機 — 华盛顿特区美国國家航空航天博物館

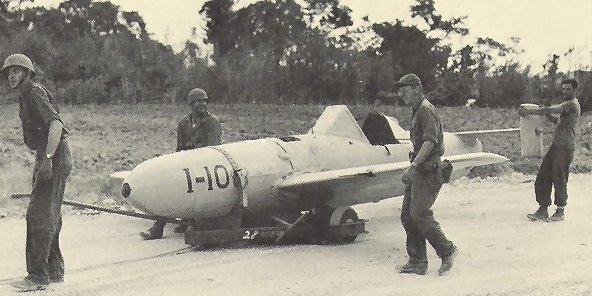
1945年戰後，美軍兵士接收櫻花

## 實戰紀錄
根據記載，日軍共製造了大約 800 枚櫻花11型，但實際派上了戰場上的數目远不及此數。由於11型存在不少缺點，包括航程太短，必須非常接近目標才能發射，但攜帶它的母機飛行速度又太慢，所以往往没到射程範圍母機已被擊落。即使有幸能進入射程範圍，發射後的櫻花11型由於飛行速度太高，實在難以控制，幾無機動性可言。另外，櫻花飛彈不設置起落架的設計，是否真的能增加飛行員的勇氣亦值得商榷，沒有起落架的設計迫使飛行員必須在與母機分離的一瞬間，面對自己很快就會戰死的事實，心理上立刻承受著極大的壓力。
這種壓力，比起直接駕駛傳統飛機撞向敵軍的傳統「神風特攻隊」飛行員所承受的壓力還要大，因為飛行員駕駛零式戰機，即使是在進行自殺式襲擊，還是有少許生還的希望，但櫻花型飛機的飛行員卻完全沒有生還機會。這種壓力大大地影響了飛行員的表現。加上櫻花飛彈的航程太短，若不能在第一次擊中目標，則很難再有第二次機會； 何況美軍並擁有強大的雷達以及完善的防空機制重層準備。基於以上種種因素，櫻花飛彈的戰績相當慘淡。櫻花飛彈的戰鬥紀錄茲列舉如下：
- 1945年3月21日： 18架搭載了櫻花飛彈的一式陸上攻擊機在55架零式艦上戰鬥機護衛下，攻擊由大黃蜂號、本寧頓號、胡蜂號艦隊航艦和貝琉伍德號護衛航艦組成的TF-58.1特遣艦隊，另有兩架一式陸上攻擊機擔任導航和觀察。但由於機械問題，當中除了30架零式机外，其餘的戰鬥機都必需中途折返或不能起飛。這次的櫻花攻擊隊在離目標70英里（113公里）外遭到美軍發現並被50架F6F戰鬥機欄截，所有的一式陸上攻擊機在試圖丢掉負載的櫻花飛彈時被瞬間擊落。這攻擊行動中，所有一式陸攻全軍覆沒且全部櫻花機在沒有到達目標就白費性命而對美艦艇毫無損失（美軍只有兩架地獄貓被擊落），只有20架負傷的零式機返回基地；這次全盤慘敗直接影響了日軍在日後動用櫻花機隊時不再採用大編隊戰術。

- 1945年4月1日： 6架一式陸攻襲擊美國位於琉球水域的艦隊，其中最少1架擊中目標，它發射的櫻花型飛機擊中了西維珍尼亞號戰艦上其中一座406毫米主砲砲塔，造成中等程度的破壞。阿爾平、阿希納和泰瑞爾號也被神風特攻隊飛機擊中，但不清楚這些飛機是否來自其他一式陸攻的櫻花飛彈。所有的一式陸攻都没有返航。

- 1945年4月12日： 9架一式陸攻襲擊美國位於琉球水域的艦隊，M. L.阿貝樂號（英语：USS Mannert L. Abele (DD-733)）驅逐艦被擊中後斷成兩節沉沒。傑佛斯號（英语：USS Jeffers (DD-621)）驅逐艦以高射機砲，擊毀了一架在離船50碼（45m）處的櫻花型飛機，但隨之而來的爆炸卻仍帶有極大的破壞力，傑佛斯號因而退出戰鬥。史丹利號（英语：USS Stanly (DD-478)）驅逐艦被兩枚櫻花飛彈攻擊，其中1枚擊中的位置剛好在吃水線上，並穿過整個船身，從另一邊出來後才爆炸，對船身造成輕度損毀。另外1架櫻花飛彈差點命中史丹利號，只撞到了史丹利號的軍旗，在海中墜毀了。這次攻擊行動中，只有1架一式陸攻返回基地。

- 1945年4月14日： 7架一式陸攻襲擊美國位於琉球水域的艦隊，沒有任何1架返回基地，似乎全部的一式陸攻都沒有發射過櫻花飛彈。

- 1945年4月16日： 6架一式陸攻襲擊美國位於琉球水域的艦隊，僅有2架返回基地，射出的櫻花飛彈無一擊中目標。

- 1945年4月28日： 4架一式陸攻襲擊美國位於琉球水域的艦隊，僅有1架返回基地，射出的櫻花飛彈無一擊中目標。

- 1945年5月4日： 7架一式陸攻在夜間偷襲美國位於琉球水域的艦隊，其中1枚櫻花飛彈擊中了希號（英语：USS Shea (DM-30)）的艦橋，造成極大的破壞和傷亡。蓋提號也被一枚櫻花飛彈的近彈命中。本次攻擊中，僅1架一式陸攻返航。

- 1945年5月11日： 4架一式陸攻襲擊美國位於琉球水域的艦隊，休·W·哈德里號驅逐艦被命中，損壞與進水極為嚴重。該艦在美國修復作業中因戰爭結束而退役，報廢解體。

- 1945年5月25日： 11架一式陸攻襲擊美國位於琉球水域的艦隊，壞天氣迫使大部份飛機折返，其他飛機亦未能擊中目標。

- 1945年6月22日： 6架一式陸攻襲擊美國位於琉球水域的艦隊，其中僅2架返航，射出的櫻花飛彈無一命中目標，此後便再沒有紀錄記載櫻花飛機出擊。

## 別號
美国水兵為樱花型飛機起了一個別號，叫“笨彈
(Baka)”，极近似“马鹿（Ba-ka）”日語傻瓜一词。

## 外部連結
- http://www.geocities.jp/torikai007/1945/tokkou.html （页面存档备份，存于）
- 陳列於美國空軍博物館的櫻花43型（照片） （页面存档备份，存于）
- 陳列於海軍紀念博物館的櫻花43甲型 （页面存档备份，存于）